# 廣州市 (中華民國)
- 關於中華人民共和國現時設置的廣東省廣州市，請見「广州市」。
- 關於中華人民共和國曾經設置的直轄市，請見「广州市 (中华人民共和国直辖市)」。

廣州市，通稱廣州，簡稱「穗」，是中華民國在兩岸分治前所設置的12院轄市之一，亦是中華民國政府遷台前华南地区唯一的直轄市，是南部地區交通樞紐中心，亦是嶺南政治、經濟、文化中心。

## 歷史

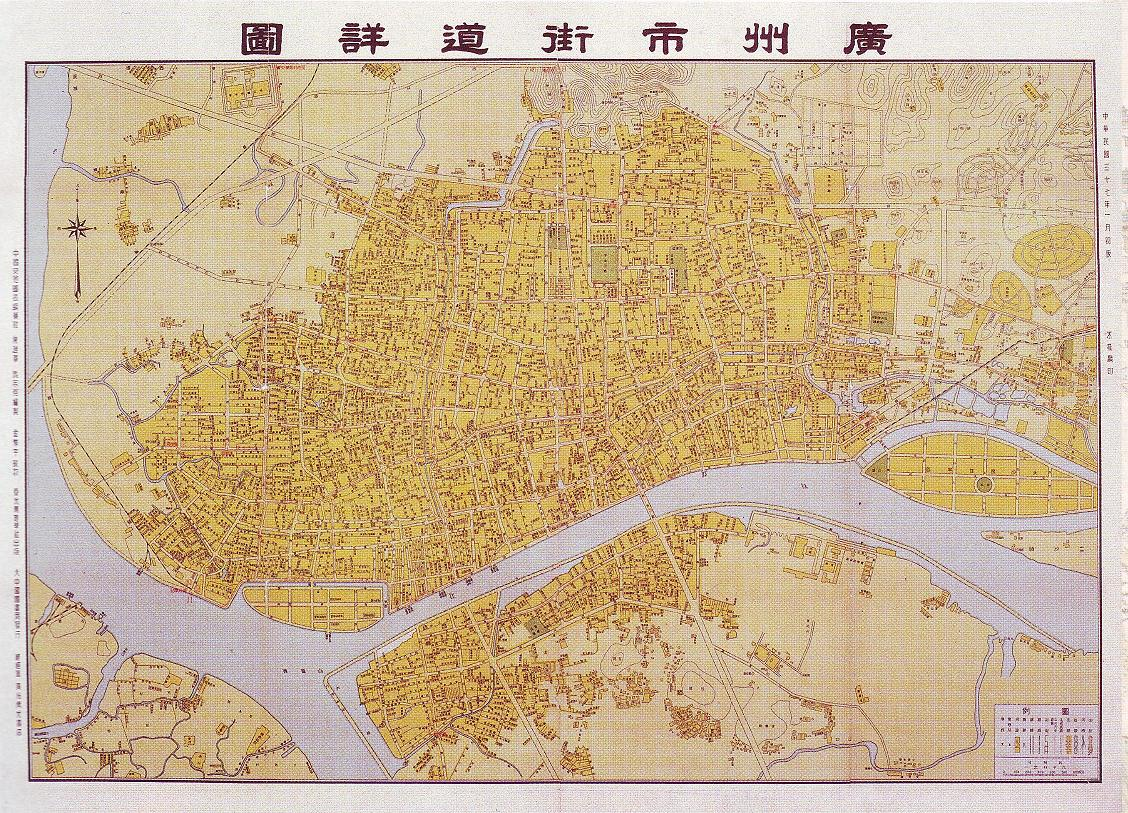
1948年的廣州市

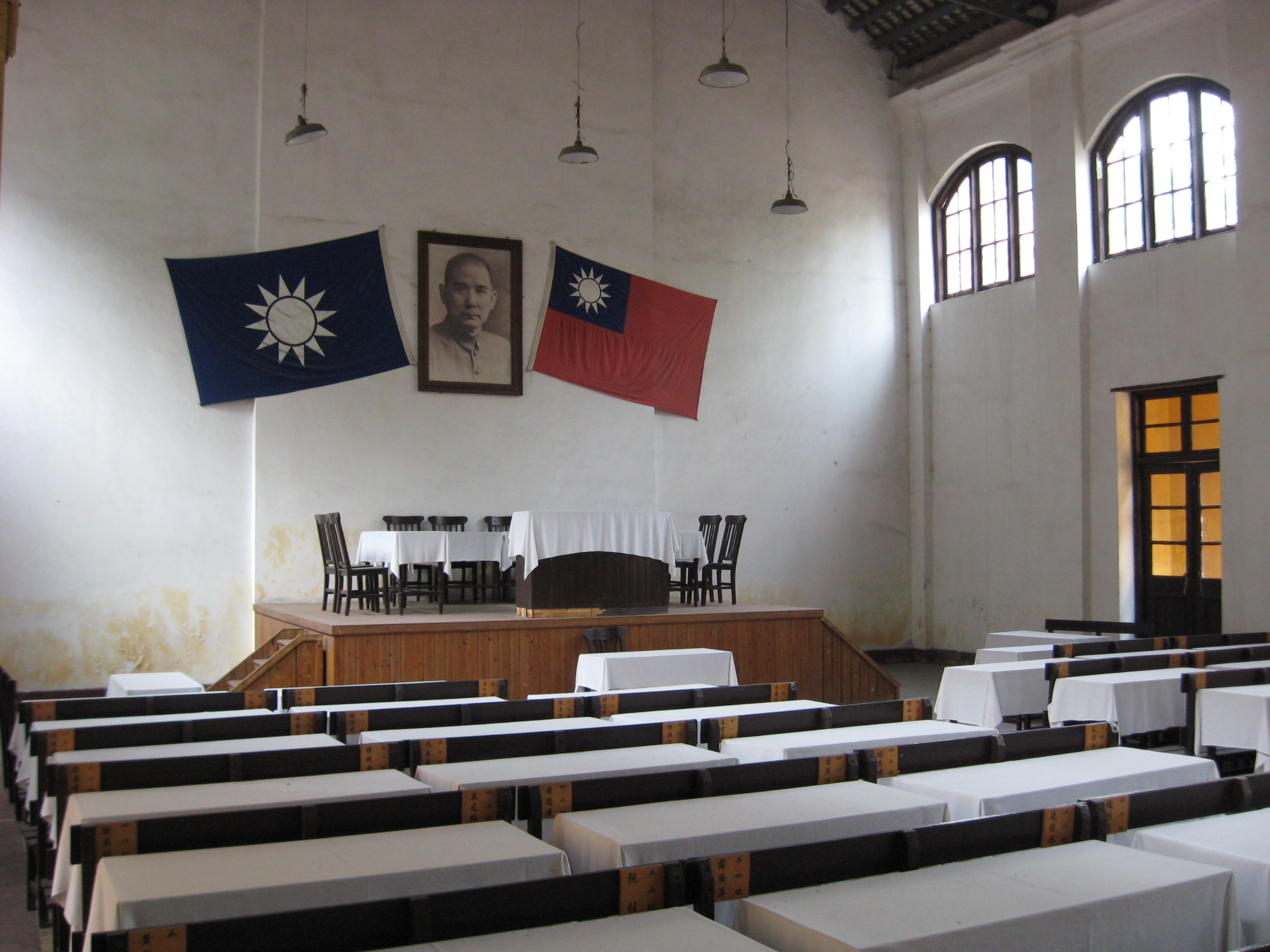
中国国民党一大会址

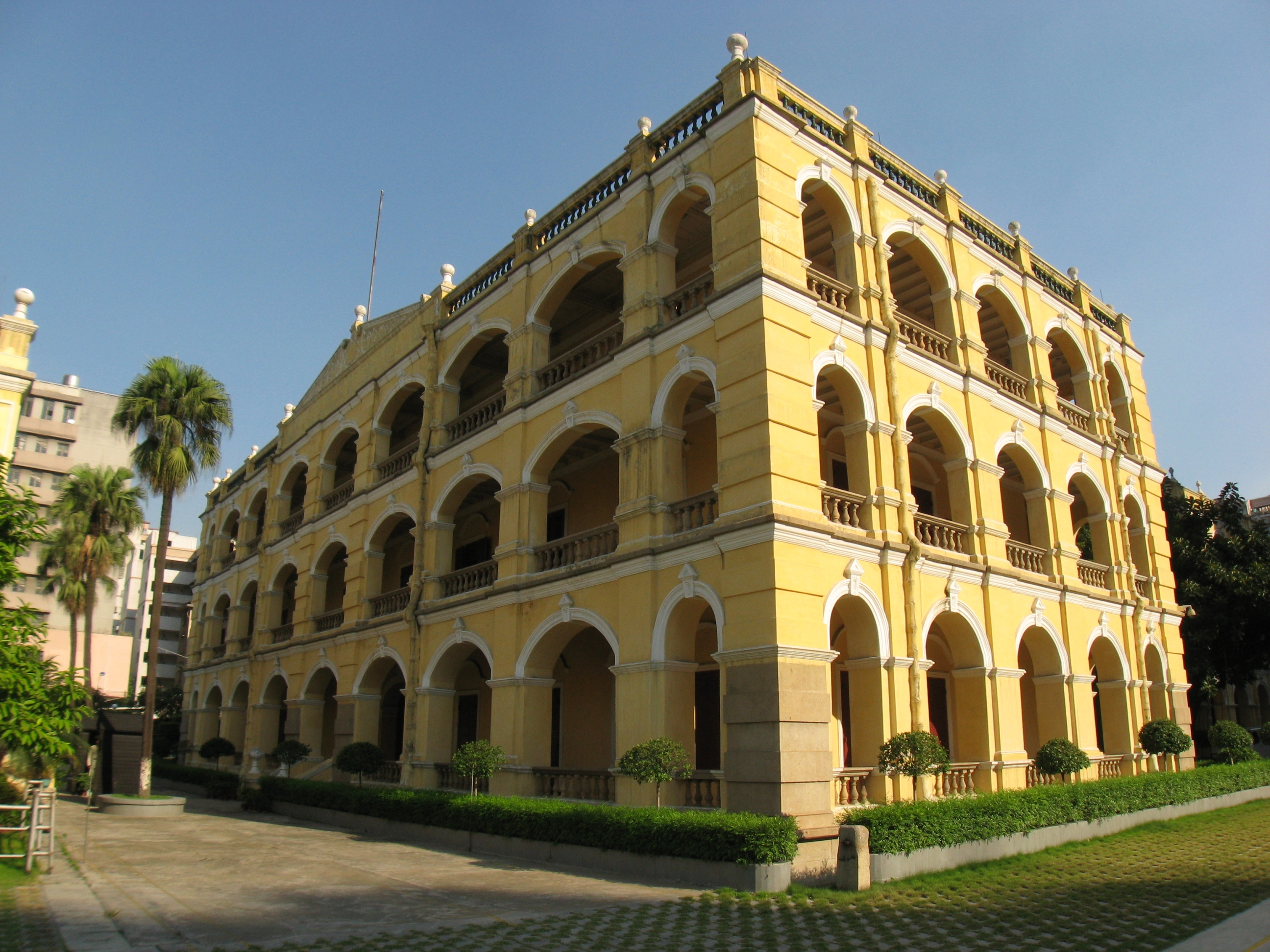
大元帥府

### 廣東軍政府时期
广州作为中国近现代革命的策源地，19世纪末，辛亥革命元老中国现代教育奠基人何子渊、丘逢甲等于此地积极创办和推广新式学堂，不仅培育一大批思想进步锐意创新的社会精英，而且还催生“折衷中西，融汇古今”的岭南画派，为辛亥革命积蓄巨大能量。而1911年爆发的“三·二九”起义，打响辛亥革命的第一枪，拉开辛亥革命的序幕。
1910年和1911年，倪映典率千余名新军于燕塘起义及黄兴等人发起的黃花崗起義都以失败告终。
1912年中華民國成立後废广州府，成立广东军政府。1917年7月，孙中山抵达广州准备另立軍政府。8月，约百名原在北京的国会议员在广州召开“国会非常会议”，成立中华民国军政府，选举孙中山为大元帅，行使中华民国行政权，展开護法運動。后因“非常国会”倒向桂系，迫使孙离开广州。同年设立广州市政公所。1918年10月，市政公所发出第一号布告，宣布将拆除全部城墙，将旧城墙基开辟为马路。1921年2月15日，《广州市暂行条例》公布实施，广州市政厅成立，广州也因此成为中国第一个市。1921年4月，非常国会声称成立中华民国政府，选孙中山为大总统，在广州就职。中國國民黨1924年在广州举行第一次全国代表大会。同年孙中山在长洲岛创办中華民國陸軍軍官學校。1925年爆发历时16个月的省港大罷工，期间示威人士被镇压，史称沙基慘案。中华民国国民政府同年在广州正式成立。

### 国民政府/中华民国政府时期
1926年蔣中正在廣州东校场带领國民革命軍誓师北伐。同时，毛泽东、彭湃等人在这里举办农民运动讲习所，为中国共产党培养骨干力量。1927年“四·一二”事件之后，李济深在广州戒严，持续逮捕处决两千多名共产党员，共产党组织受到严重破坏。12月，广州起义爆发，张太雷、叶挺、叶剑英等在广州举行武装起义，建立了历时三天的广州苏维埃政府。
1929年至1936年为陈济棠主政广州时期，广州的经济、文化、交通和城市建设有显著发展，留下海珠桥、中山纪念堂、中山大学五山新校舍、爱群大厦等著名建筑。1930年，广州曾一度改设特别市，同年改省辖市。陈1936年发动两广事变，最後失败逃往香港。粤汉铁路也在同年修通。
抗日战争爆发後，1938年10月21日广州正式沦陷，期间人口也由超过120万迅速减至30万，绝大部分逃至香港。1942年香港沦陷后发生粮荒，又有逾46万人回穗。1945年8月15日中華民國國军进入，广州光复。1947年復為行政院院轄市。
1949年2月，中国人民解放军逼近长江，中國國民黨中央黨部與中華民国政府南迁广州。10月14日，解放軍陈赓部击败守卫广州的國军。此后广州为中华人民共和国中央直辖市、广东省人民政府驻地。